# Randolph (Utah)
Randolph – miasto w Stanach Zjednoczonych, w stanie Utah, w hrabstwie Rich.